# 1640
1640 (MDCXL) var ett skottår som började en söndag i den gregorianska kalendern och ett skottår som började en onsdag i den julianska kalendern.

## Händelser

### April
- 17 april – Peter Holländer Ridder anländer som ny direktör för kolonin Nya Sverige.[1]

### Maj
- Maj – Svenska och franska stridskrafter möts för första gången i Erfurt.

### Sommaren
- Sommaren – Johan Banér leder ett krigståg genom Franken och Böhmen med både svenska och franska trupper, men måste senare återtåga, för att inte inringas.

### Juli
- Juli – Änkedrottningen Maria Eleonora lämnar Sverige och beger sig till sitt hemland Brandenburg.

### December
- 1 december – Personalunion mellan Portugal och Spanien upphör.[2]

### Okänt datum
- Hjälmare kanal öppnas åter för trafik.
- Åbo gymnasium ombildas till Kungliga Akademien i Åbo (sedermera Helsingfors universitet) med Per Brahe d.y. som förste kansler. Det finns fyra fakulteter med några hundra studenter. Förste rektor är Eskil Petræus.
- Per Brahe d.y. blir ny svensk riksdrots vid Gabriel Oxenstiernas död.
- Det svenska hovkapellet får sin förste franske musiker då violinisten och dansmästaren Cunu Aubry anställs.
- Efter en förödande brand gör Stockholms stadsingenjör Anders Torstensson upp en ny generalplan för staden. Det dröjer till 1800-talet innan den genomförs.
- Gymnasier grundas i Stockholm och Göteborg.
- Helsingfors flyttas från Södernäsviken till en ny plats mellan Södernäs och Estnäs uddar.
- Björngårdsteatern öppnas i Stockholm.

## Födda
- Mars – Marguerite de la Sablière, fransk kulturmecenat och ledare för en litterär salong.
- 22 april – Marianna Alcoforado, portugisisk nunna.
- 9 juni – Leopold I, tysk-romersk kejsare 1658–1705.
- 28 augusti – Johan Gabriel Stenbock, svenskt riksråd.
- 11 september – Gabriel Kurck, svensk friherre, landshövding i Skaraborgs län 1668–1683.
- December – Aphra Behn, engelsk författare och spion.

## Avlidna
- 11 november – Ellen Marsvin, dansk godsägare och länsman.
- 27 november – Gabriel Gustafsson Oxenstierna, svensk friherre, riksdrots sedan 1634.
- 30 december – Jean-François Regis, fransk jesuit och predikant, helgon.
- Adriana Basile, italiensk kompositör.
- Francisca Duarte, nederländsk sångerska.

### Fotnoter
1. ↑   Rootsweb.ancestry.com (läst 4 februari 2011)
2. ↑  World Statesmen (läst 6 april 2011)